# منتخب تشيكوسلوفاكيا لكرة القدم
منتخب تشيكوسلوفاكيا لكرة القدم (بالتشيكية: Československá fotbalová reprezentace)‏ و(بالسلوفاكية: Československé národné futbalovémužstvo)‏ كان المنتخب الوطني لكرة القدم في تشيكوسلوفاكيا من عام 1920 حتى 1992، قبل أن تنقسم البلاد إلى جمهورية التشيك وجمهورية سلوفاكيا. تأسس اتحاد تشيكوسلوفاكيا لكرة القدم لكرة القدم عام 1901م وانضم إلى الاتحاد الدولي لكرة القدم عام 1907م.
تأهل منتخب تشيكوسلوفاكيا ثماني مرات لكأس العالم وثلاثة مرات لبطولة كأس الامم الأوروبية. أكبر إنجازات المنتخب هو الوصول إلى نهائي كاس العالم1934 واللعب ضد إيطاليا ولكنه خسر بنتيجة 2-1 بعد الوصول للوقت الإضافي وحصل على لقب الوصيف، ووصوله أيضا لنهائي كأس العالم 1962 حيث لعب ضد البرازيل ولكنه خسر بنتيجة 3-1 وحصل أيضا على لقب الوصيف. والفوز بلقب بطولة أمم أوروبا عام 1976 التي أقيمت في يوغوسلافيا.
وفى عام 1992 انقسمت الدولة إلى كلا من التشيك وسلوفاكيا حيث نجح منتخب التشيك في التأهل إلى مونديال 2006 كما نجح منتخب سلوفاكيا في التأهل إلى مونديال 2010. ومن المسلم به فإن منتخب جمهورية التشيك الوريث الشرعي لمنتخب تشيكوسلوفاكيا.

## التاريخ

### بوهيميا
عندما كانت بوهيميا جزءاً من إمبراطورية النمسا والمجر، لعبت بوهيميا أول مباراة دولية في 1 نيسان 1906 مع منتخب المجر في بودابست انتهت بالتعادل 1-1. وفي 7 تشرين الأول من نفس السنة، جاء منتخب المجر إلى براغ وتعادل الفريقان 4-4. ولعب البلدين ثلاث مباريات حتى عام 1908 حققت فيها بوهيميا فوزاً وحيد، في 13 حزيران 1908 لعبت بوهيميا المباراة الأخيرة حيث خسر 4-0 على أرضه أمام إنجلترا.

### تشيكوسلوفاكيا
بعد الحرب العالمية الأولى أعلن عن قيام جمهورية تشيكوسلوفاكيا عام 1918، مستقلة عن الإمبراطورية النمساوية. وشاركت تشيكوسلوفاكيا بمسابقة كرة القدم في دورة الألعاب الأولمبية الصيفية 1920 في مدينة أنتويرب الهولندية، وفازت 7-0 على يوغوسلافيا، ثم على النرويج 4-0، وعلى فرنسا 4-1. وفي المباراة النهائية ضد منتخب بلجيكا غادر التشيكوسلوفاكيين ملعب المبارة في الدقيقة 40 احتجاجا على حكم الإنجليزي جون لويس، فحرمت على أثرها تشيكوسلوفاكيا من الحصول على ميدالية.
عادت تشيكوسلوفاكيا عام 1924 لتشارك في دورة الألعاب الاولمبية في باريس، حيث هزمت تركيا 5-2 في الجولة الأولى، ولكنها خرجت من الدور الثاني بعد هزيمتها 1-0 من سويسرا في مباراة الإعادة بعد التعادل 1-1 في أول مباراة.
شاركت تشيكوسلوفاكيا في بطولة كأس العالم لأول مرة عام 1934 في إيطاليا، بعد أن عبرت التصفيات إثر انسحاب جارتها بولندا بعد فوز تشيكوسلوفاكيا 2-1 في مباراة الذهاب. في نهائيات كأس العالم فازتت تشيكوسلوفاكيا على كل من رومانيا وسويسرا وألمانيا لتصل إلى المباراة النهائية حيث خسرت 2-1 أمام ايطاليا البلد المضيف بعد وقت اضافي. وفي تلك البطولة فاز أولدريتش نييدلي بالحذاء الذهبي بتسجيله خمسة أهداف في البطولة.
تأهلت تشيكوسلوفاكيا لنهائيات كأس العالم لكرة القدم 1938 في فرنسا مع مجموع المباراتين 7-1 على بلغاريا، وصلت تشيكوسلوفاكيا إلى الدور ربع النهائي بعد الفوز 3-0 على هولندا. وفي الدور ربع النهائي لعب ضد البرازيل في المباراة المعروفة باسم (معركة بوردو) بسبب اللعب الخشن والتي خسرت بها تشيكوسلوفاكيا 2-1.
في عام 1939، وقع أقليم بوهيميا (التشيك تقريباً) تحت الاحتلال الألماني، ولعب فريقها ثلاث مباريات وهزم يوغوسلافيا 7-3 وتعادل مع كل من النمسا وألمانيا.

### بعد الحرب العالمية الثانية

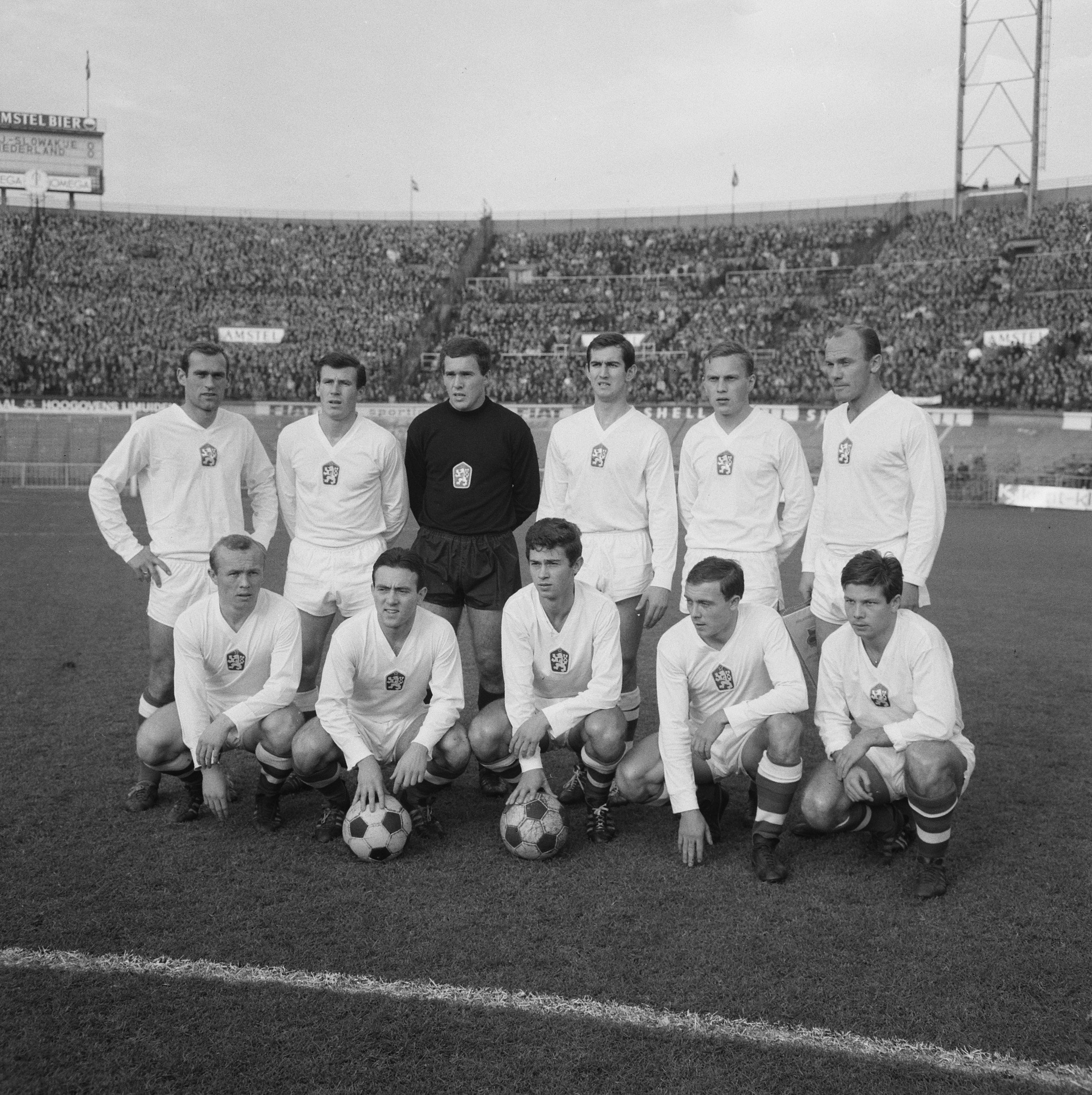
صورة للمنتخب التشيكوسلوفاكي عام 1966

بعد غياب عن تصفيات كأس العالم عام 1950، تأهلت تشيكوسلوفاكيا لكأس العام 1954 في سويسرا بعد أن تصدرت مجموعتها في التصفيات التي ضمت بلغاريا ورومانيا مع ثلاثة انتصارات وتعادل واحد. ولكن في نهائيات، خرجت من الدور الأول بعد وقوعها في مجموعة قوية ضمت أوروغواي والنمسا.
تأهلت تشيكوسلوفاكيا في بطولة كأس العالم عام 1958 في السويد، بعد الفوز على ويلز وألمانيا الشرقية في التصفيات. وخسرت في أول مباراة 1-0 أمام أيرلندا الشمالية، ثم تعادلت 2-2 مع حامل اللقب ألمانيا الغربية ثم الفوز 6-1 على الأرجنتين. وفي ربع النهائي خسرت تشيكوسلوفاكيا المباراة فاصلة 2-1 أمام أيرلندا الشمالية.
نجحت تشيكوسلوفاكيا بالتأهل إلى بطولة كأس الأمم الأوروبية عام 1960، بعد الفوز على جمهورية أيرلندا 4-2 بمجموع المباراتين، وعلى الدنمارك 7-3، بمجموع المباراتين وعلى رومانيا 5-0 بمجموع المباراتين، وفي النهائيات وصل منتخب تشيكوسلوفاكيا إلى الدور نصف النهائي وخسر 3-0 مع الاتحاد السوفيتي في الدور نصف النهائي، وحصل على المركز الثالث بعد فوزه على البلد المضيف فرنسا 2-0.
تأهلت تشيكوسلوفاكيا لنهائيات كأس العالم لكرة القدم 1962 في شيلي بعد الفوز في التصفيات على اسكتلندا 4-2 بعد وقت إضافي في مباراة فاصلة في بروكسل. وفي نهائيات كأس العالم، وافتتحت تشيكوسلوفاكيا مشوارها بالفوزه 1-0 على إسبانيا، ثم التعادل 0-0 مع البرازيل حاملة اللقب، وعلى الرغم من الهزيمة من المكسيك 3-1. وفي الدور ربع النهائي فازت على المجر 1-0، ثم سحقت يوغوسلافيا في نصف النهائي 3-1. وفي المباراة النهائية على ملعب ناسيونال دي تشيلي في سانتياغو، تقدمت تشيكوسلوفاكيا على البرازيل بعد 15 دقيقة من بداية المباراة بهدف يوسيف ماسوبست، ولكن البرازيل أدركت التعادل بعد دقيقتين واستطاعت الفوز بالنهاية 3-1. ليحصل منتخب تشيكوسلوفاكيا على المرك الثاني، وتوج غي ذلك العام اللاعب يوسيف ماسوبست بجائزة الكرة الذهبية.
لم تتاهل تشيكوسلوفاكيا إلى نهائيات كأس العالم عام 1966، وكذلك بطولة كأس الامم الأوروبية لعام 1964 وعام 1968.
وفي 3 ديسمبر 1969 هزمت تشيكوسلوفاكيا منتخب المجر 4-1 في مباراة فاصلة بمدينة مرسيليا الفرنسية للوصول إلى كأس العالم 1970 في المكسيك، لتودع البطولة من الدور الأول بعد ان خسرت مبارياتها الثلاثة من البرازيل 4-1 ورومانيا 2-1 وانكلترا 1-0.
بعد فقدان فرصة التأهل لكأس الأمم الأوروبية 1972 وكأس العالم 1974، وصلت تشيكوسلوفاكيا إلى بطولة الامم الأوروبية عام 1976 في يوغوسلافيا، وتصدرت مجموعتها التي ضمت انجلترا والبرتغال وقبرص ثم هزيمة الاتحاد السوفياتي 4-2 في مباراة فاصلة. وفي الدور نصف النهائي فازت تشيكوسلوفاكيا على هولندا 3-1 بعد وقت اضافي. وفي المباراة النهائية يوم 20 يونيو وعلى ملعب النجم الأحمر في بلغراد، تقدت تشيكوسلوفاكيا على ألمانيا الغربية 2-0 بعد 25 دقيقة، لكن ألمانيا الغربية نجحت بالتعادل على يد (دييتر مولر) في الدقيقة 28 و(برند هولزينبين) في الدقيقة 89، وبعد اللجوء إلى الركلات الترجيحية نحجت تشيكوسلوفاكيا بالفوز بلقب البطولة بعد أن انهتها بنتيجة 5-3، وفي تلك المباراة سجل بطريقة مميزة اللاعب التشيكوسلوفاكي أنتونين بانينكا ركلته الترجيحية الشهيرة التي سجلت باسمه، حيث عمد إلى رفع الكرة بتسديدة خفيفة وسط المرمى من فوق الحارس الألماني سيب ماير الذي اتجه لناحية اليسار.
لم تتأهل تشيكوسلوفاكيا لنهائيات كأس العالم لكرة القدم 1978، لكنها تأهلت لنهائيات كأس الامم الأوروبية عام 1980 في إيطاليا، واحتلت المركز الثاني في مجموعتها خلف ألمانيا الغربية التي تأهلت للمباراة النهائية بينما واجهت تشيكوسلوفاكيا المنتخب الإيطالي في مباراة تحديد المركزين الثالث والرابع التي فازت بها تشيكوسلوفاكيا بركلات الترجيح 9-8.
وفي نهائيات كأس العالم عام 1982 في اسبانيا، خرجت تشيكوسلوفاكيا في دور المجموعات بعد تعادلها مع الكويت وفرنسا والخسارة 2-0 أمام إنجلترا.
وكانت آخر بطولة كبرى على الإطلاق في شاركبها منتخب تشيكوسلوفاكيا هي بطولة كأس العالم لكرة القدم 1990 التي أقيمت في إيطاليا، حيث افتتحت مبارياته في المجموعة بفوزه 5-1 على الولايات المتحدة ثم الفوز على النمسا من ركلة جزاء شجلها ميكال بيليك، وعلى الرغم من الخسارة 2-0 أمام منتخب إيطاليا. إلا انه تأهل لدور ال 16 الذي فاز به 4-1 على كوستاريكا. وفي دور الثمانية خسرت تشيكوسلوفاكيا مع ألمانيا الغربية 1-0 من ركلة جزاء سجلها لوثار ماثيوس.

## الزي الرسمي
| 1934-1976 (الأساسي) | 1950-1967 (الأحتياطي) | 1980-1989 | 1990 (الأساسي) | 1990 (الأحتياطي) |

## السجلات

### الأكثر لعباً

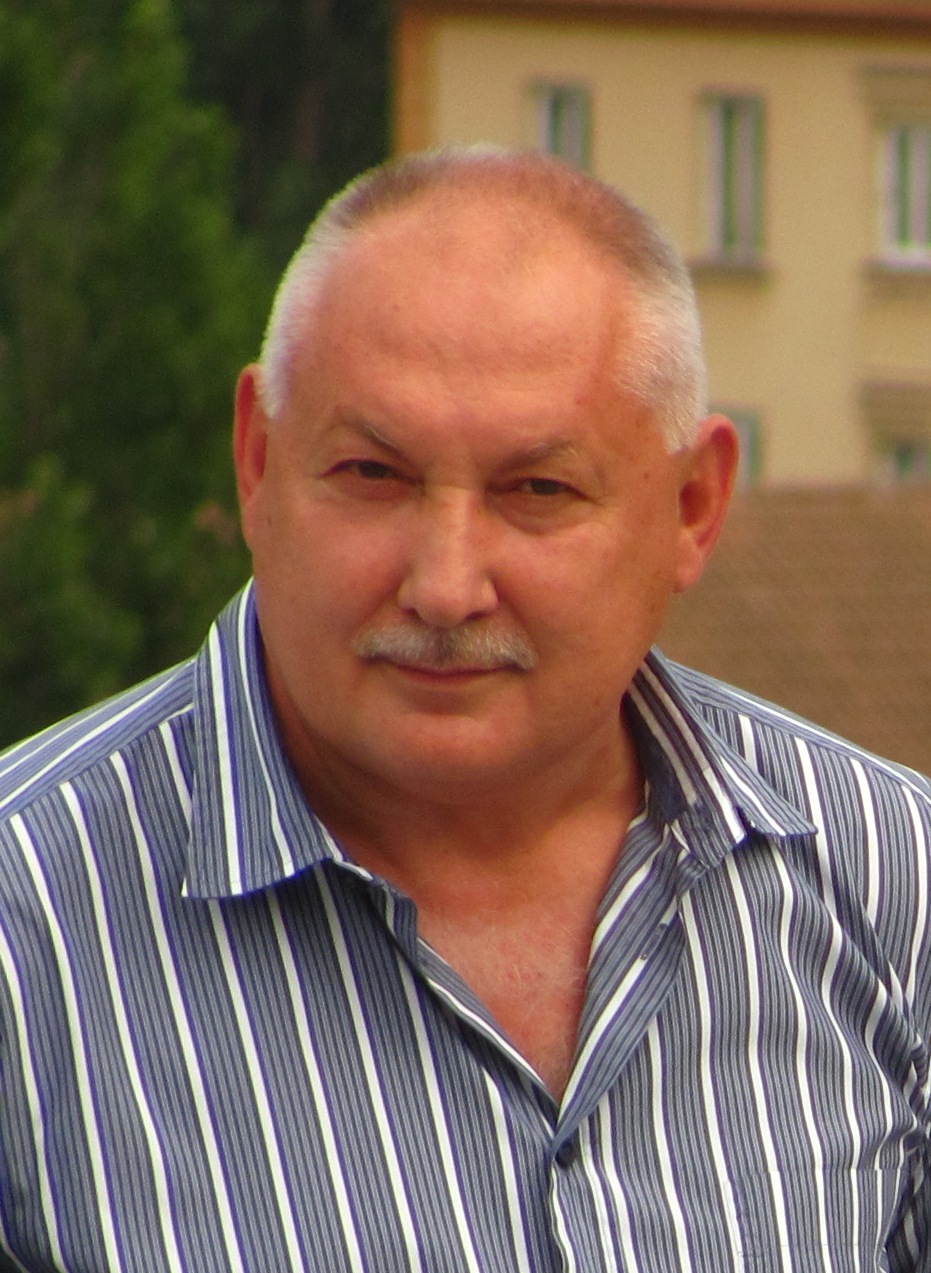
زدينيك نيهودا

| ت   | اللاعب              | الفترة    | عدد المباريات | عدد الأهداف |
| --- | ------------------- | --------- | ------------- | ----------- |
| 1.  | زدينيك نيهودا       | 1971–1987 | 90            | 31          |
| 2.  | ماريان ماسني        | 1974–1982 | 75            | 18          |
| 2.  | لاديسلاف نوفاك      | 1952–1966 | 75            | 1           |
| 4.  | فرانتيشيك بلانيتشكا | 1926–1938 | 73            | 0           |
| 5.  | كارول دوبياس        | 1967–1980 | 67            | 6           |
| 6.  | يوسيف ماسوبست       | 1954–1966 | 63            | 10          |
| 6.  | إيفو فيكتور         | 1966–1977 | 63            | 0           |
| 8.  | يان بوبلوهار        | 1958–1967 | 62            | 1           |
| 9.  | أنتونين بوتش        | 1926–1938 | 60            | 34          |
| 10. | أنتونين بانينكا     | 1973–1982 | 59            | 17          |

### الأكثر تسجيلاً

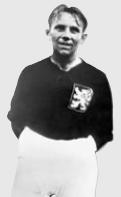
أولدريتش نييدلي هداف كاس العالم 1934

| ت  | اللاعب            | الفترة    | عدد الأهداف | عدد المباريات |
| -- | ----------------- | --------- | ----------- | ------------- |
| 1. | أنتونين بوتش      | 1926–1938 | 34          | 60            |
| 2. | زدينيك نيهودا     | 1971–1987 | 31          | 90            |
| 3. | أولدريتش نييدلي   | 1931–1938 | 28          | 43            |
| 3. | يوسف سيلني        | 1925–1934 | 28          | 50            |
| 5. | أدولف شيرر        | 1958–1964 | 22          | 36            |
| 5. | فرانتيشيك سفوبودا | 1927–1937 | 22          | 43            |
| 7. | ماريان ماسني      | 1974–1982 | 18          | 75            |
| 8. | أنتونين بانينكا   | 1973–1982 | 17          | 59            |
| 9. | يوزيف اداميك      | 1960–1971 | 14          | 44            |
| 9. | توماس سكوهارفي    | 1985–1993 | 14          | 43            |